# Unterseeboot UB-97
Pour les autres navires du même nom, voir Unterseeboot 97.
L'Unterseeboot UB-97 est un sous-marin (U-Boot) allemand de type UB III utilisé par la Kaiserliche Marine pendant la Première Guerre mondiale. Il fut mis en service dans la marine impériale allemande le 25 juillet 1918.
L'UB-97 s’est rendu aux Alliés à Harwich le 21 novembre 1918, conformément aux exigences de l’armistice avec l’Allemagne. Après être passé aux mains des Britanniques, l'UB-97 a été remorqué à Falmouth avec cinq autres sous-marins pour être utilisé par la Royal Navy dans une série d’essais d’explosifs dans la baie de Falmouth, afin de trouver des faiblesses dans leur conception. Après son utilisation le 7 mars 1921, l'UB-97 fut abandonné à Castle Beach. Il fut vendu pour la ferraille pour 50 £ à R. Roskelly & Rodgers le 19 avril 1921 et partiellement démantelé au cours des décennies suivantes, bien que certaines parties soient restées sur place.

## Conception
Comme tous les sous-marins de type UB III, l'UB-97 avait un déplacement de 510 tonnes en surface et de 640 tonnes en immersion. Ses moteurs lui permettaient de naviguer à 13 nœuds (24 km/h) en surface et à 7,4 nœuds (13,7 km/h) en immersion. Il avait une autonomie de 7120 milles marins (13190 km) à sa vitesse de croisière. L'UB-97 transportait 10 torpilles et était armé d’un canon de pont de 10,5 cm. L'UB-97 avait un équipage pouvant compter jusqu’à 3 officiers et 31 hommes.

## Historique des services
L'UB-97 a été construit par AG Vulcan de Hambourg. Après un peu moins d’un an de construction, il a été lancé à Hambourg le 13 juin 1918. Il a été mis en service plus tard la même année sous le commandement du Leutnant zur See (R) Oskar Brinkmann.

## Commandants
- Leutnant zur See der Reserve Oskar Brinkmann[5] : du 26 juillet au 14 août 1918
- Oberleutnant zur See Georg Stollenz[6] : du 15 août au 11 novembre 1918